# Wiam Wahhab
 (novembre 2019).
Si vous disposez d'ouvrages ou d'articles de référence ou si vous connaissez des sites web de qualité traitant du thème abordé ici, merci de compléter l'article en donnant les références utiles à sa vérifiabilité et en les liant à la section « Notes et références ».
Wiam Wahhab (né en 1964) est un homme politique libanais.

## Biographie
Journaliste, ancien conseiller politique du Prince Libanais Talal Arslane entre 1991 et 2000, il se présente, aux élections législatives de 1996 du Chouf contre la famille Joumblat.
Nommé ministre de l’Environnement en octobre 2004 dans le gouvernement de Omar Karamé, il a quelquefois une position prosyrienne extrême, et s'oppose aux forces de l'Alliance du 14-Mars.
Il fonde en 2006 un parti politique, le Courant de l’Unification Arabe, qui s’implique dans différentes querelles et rixes contre les partisans du Parti socialiste progressiste de Walid Joumblatt.
Wiam Wahhab fait partie du Rassemblement national, dirigé par Omar Karamé.
À la suite d'une déclaration raciste, il est à l'origine d'une crise diplomatique en 2021 entre le Liban et l'Ukraine et la Russie, y déclarant sur Al-Jadeed que « si Le Liban était un pays de prostitution, faisons venir 10 000 Russes ou femmes ukrainiennes ». Les ambassades russe et ukrainienne demandent alors une condamnation ferme par le Ministère des Affaires étrangères de ces déclarations.